# Gutshaus Gramzow

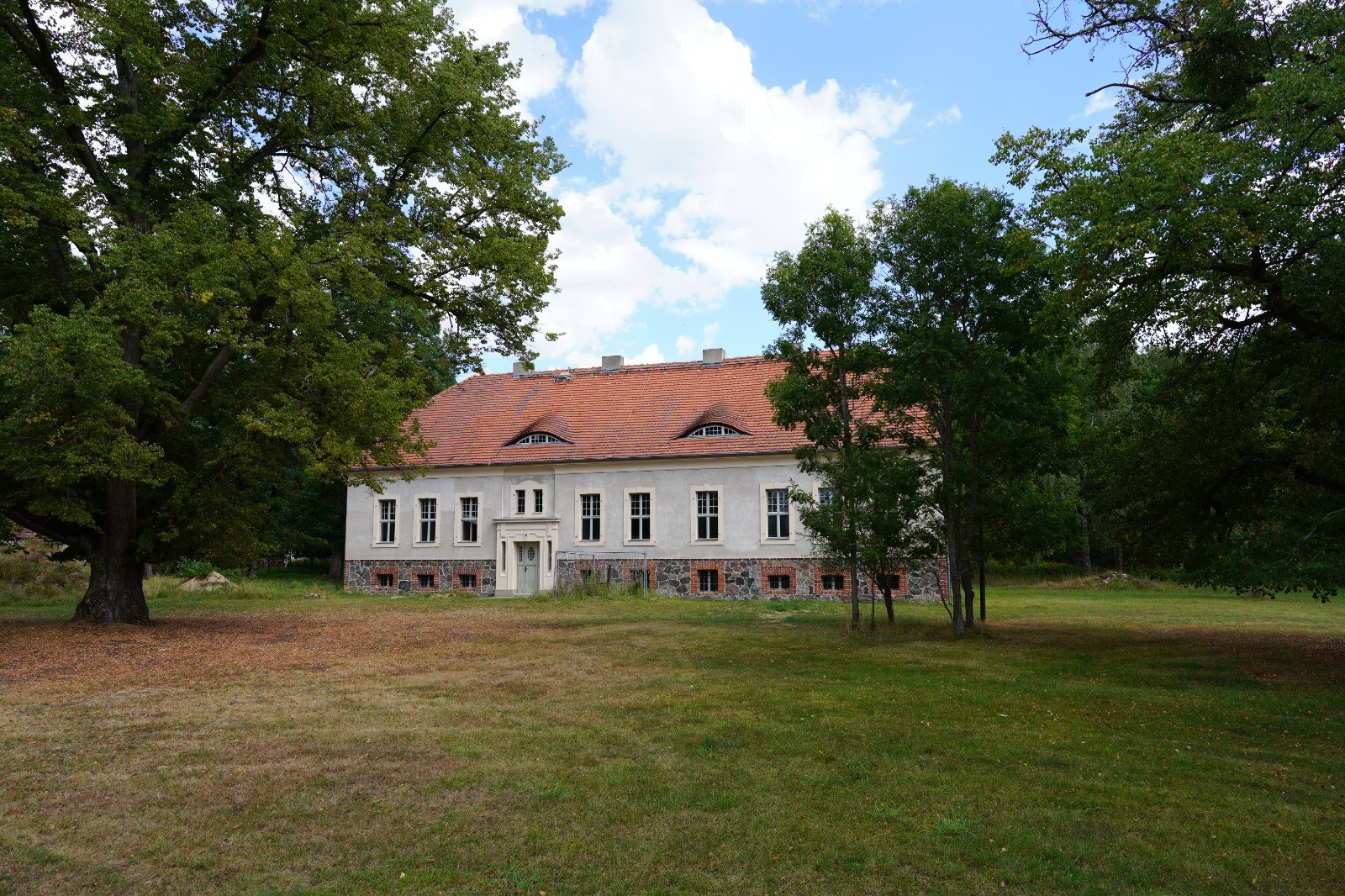
Gutshaus Gramzow, Westseite

Das Gutshaus Gramzow ist ein Gutshaus in Gramzow, einem Ortsteil der Stadt Gransee im Landkreis Oberhavel in Brandenburg. Es wurde um 1850 errichtet und steht unter Denkmalschutz.

## Bau
Das Gutshaus besteht aus einem eingeschossigen, verputzten Bau mit einem Krüppelwalmdach und Fledermausgauben. Der Haupteingang liegt auf der Westseite, neben einem Brunnen. Auf der Ostseite führt ein Podest mit Freitreppe in den Garten. Auf dem Gutsgelände befinden sich zudem ein Reihenhaus, ein Kutscherhaus und landwirtschaftliche Bauten.

## Geschichte
Das Gutshaus von Gramzow wurde gegen Mitte des 19. Jahrhunderts erbaut. 1865 wurde das Gut von Franz Albert Ferdinand von Waldow erworben, dessen Familie ebenfalls das nahegelegene Herrenhaus Dannenwalde besaß. Von Waldow überließ das Gutshaus Gramzow seinem Schwager Alexander von Ungern-Sternberg, welcher bis zu seinem Tod 1868 dort lebte. Auch nach dem Tod von Ungern-Sternberg verblieb das Gutshaus in den Händen der Familie von Waldow, von Adolf Friedrich August von Waldow, über Wilhelm Hans August von Waldow bis zu Franz Hans August von Waldow. Nach einem Brand im Jahr 1910 ließ Wilhelm Hans August von Waldow das Gutshaus im Jahr 1914 wiedererrichten. In der Folge wurde es verpachtet.
Im Zuge der Bodenreform 1945 wurde die Familie von Waldow enteignet. Das Gutshaus wurde danach unter anderem für Mietwohnungen, als Verkaufsstelle ("Dorf-Konsum") und als Kindergarten genutzt. Von 1989 bis 2012 stand es leer. Inzwischen wird es vom neuen Eigentümer denkmalgerecht saniert.